# Nina Spijkers
Nina Spijkers (* 1988 in Arnhem) ist eine niederländische Schauspielerin und Regisseuse.
Spijkers ist Tochter des Regisseurs Jaap Spijkers (* 1958) und wirkt als Direktrice der Toneelschuur Productions. Ihre Ausbildung erhielt sie bei den Drama und Theatre Studies an der University of Kent, Regie studierte sie an der Amsterdamse Hogeschool voor de Kunsten, 2014 schloss sie die Ausbildung mit einer Aufführung des Quartett von Heiner Müller ab. 2015 gewann sie den Top Naeff-Preis, den Förderpreis für vielversprechende Studierende, da sie namentlich in ihrer Aktualisierung und Bearbeitung der Texte Sprache von Shakespeare, Büchner und  Müller innovativ gewesen sei. Im selben Jahr debütierte sie bei Toneelschuur Productions mit der Inszenierung von Sarah Kanes Phaedra’s Love. 2016 führte sie bei einer Neufassung von Friedrich Schillers Don Karlos Regie, mit der sie auch für den BNG Bank Nieuwe Theatermakersprijs 2016 nominiert wurde. 2017 inszenierte sie Anton Tschechows Ivanow in einer Bearbeitung von Casper Vandeputte. Für diese Aufführung wurde sie gleichfalls für den BNG Nieuwe Theatermakersprijs nominiert und die Aufführung wurde für das Nederlands Theatre Festival 2017 ausgewählt. Anschließend präsentierte sie die Musiktheateraufführung Geluk, gefolgt von Het tammen van de Witch. 2022 führte sie Regie bei Kasimir und Karoline von Ödön von Horváth. Bei Toneelgroep Oostpool inszenierte sie Laura H., der für das Theaterfestival 2021 ausgewählt wurde. Die Hauptdarstellerinnen Charlie Chan Dagelet und Jade Oliebing erhielten eine Nominierung für den Theo d’Or, den Preis für die beeindruckendste weiblichen Hauptrollen. 2023 wurde sie von Lotte de Beer für die Inszenierung von Otto Nicolais Die Lustigen Weiber von Windsor an die Volksoper Wien verpflichtet.